# Winfried März
Winfried März (* 13. Juli 1958 in Offenbach) ist ein deutscher Mediziner. Er forscht auf dem Gebiet der Epidemiologie und Genetik von Herz-, Gefäß- und Nierenerkrankungen sowie Fettstoffwechselstörungen.

## Akademische Ausbildung und beruflicher Werdegang
Winfried März studierte Humanmedizin an der Johann Wolfgang Goethe-Universität in Frankfurt am Main. Seine Ausbildung in Labormedizin absolvierte er ebenfalls dort. Die Habilitation erfolgte an der Albert-Ludwigs-Universität Freiburg mit dem Thema „Genetik und Pathobiochemie der Apolipoprotein B enthaltenden Lipoproteine“.
Er war Universitätsprofessor am Klinischen Institut für Medizinische und Chemische Labordiagnostik der Medizinischen Universität Graz, Österreich, wo er als Emeritus weiterhin forscht. Aktuell ist er auch wissenschaftlicher Mitarbeiter an der Medizinischen Klinik III (Kardiologie, Pneumologie, Angiologie), Medizinische Fakultät Heidelberg und an der Medizinischen Klinik I (Kardiologie) der Medizinischen Fakultät Mannheim der Universität Heidelberg. Darüber hinaus ist er Direktor der SYNLAB-Akademie für Ärztliche Fortbildung und Business Development Manager bei dem Laborunternehmen SYNLAB Deutschland.

## Forschungsschwerpunkte und wissenschaftliche Aktivitäten
Seine Schwerpunkte liegen in der Epidemiologie, Genetik und Pathophysiologie von Fettstoffwechselstörungen sowie in der Prävention und Erforschung von Herz-, Gefäß- und Nierenerkrankungen. Besondere Expertise besitzt er im Bereich seltener Lipidstoffwechselstörungen.
Er ist Mitbegründer und Leiter der Ludwigshafen Risk and Cardiovascular Health Study (LURIC) – einer deutschen Datenbank zur kardiovaskulären Forschung. Darüber hinaus war er Mitglied des Lenkungsausschusses der 4D-Studie (Die Deutsche Diabetes Dialyse Studie). Ein aktueller Forschungsschwerpunkt ist das von ihm initiierte CaReHigh-Register für familiäre Hypercholesterinämie (FH). Mit über 3.700 eingeschlossenen Patienten ist es mittlerweile der deutsche Beitrag zur „FH Study Collaboration“ der European Atherosclerosis Society (EAS).

## Publikationen und wissenschaftlicher Einfluss
März ist Autor und Ko-Autor von über 950 Publikationen in PubMed und etwa 1.300 Artikeln im Web of Science. Seine Arbeiten wurden in allen führenden kardiovaskulären Fachzeitschriften veröffentlicht und weltweit über 72.000-mal zitiert. Seit Jahren ist er der am häufigsten zitierte Wissenschaftler in der Kategorie Klinische Chemie und Labormedizin im deutschsprachigen Raum.
Im Jahr 2012 hat er die D-A-CH-Gesellschaft Prävention von Herz-Kreislauf-Erkrankungen e. V. mitbegründet, mit dem Ziel, die kardiovaskuläre Gesundheitsvorsorge in Deutschland, Österreich und der Schweiz strukturell zu verbessern.
Neben seinen wissenschaftlichen Leistungen ist März klinisch tätig und betreut Patienten mit seltenen Fettstoffwechselerkrankungen. Er ist als Redner, Gutachter, akademischer Lehrer und Initiator interdisziplinärer Projekte tätig.